# Luces de Phoenix

Recreación del objeto visto en Phoenix y que fue difundido en el USA Today.

Las luces de Phoenix fueron una serie de avistamientos de objetos voladores no identificados que se pudieron observar en los cielos de los estados estadounidenses de Arizona y Nevada y del mexicano Sonora en la noche del jueves 13 de marzo de 1997.
Diversos episodios de luces en el cielo fueron descritas por testigos oculares entre las 19:30 y 22:30 horas (MST), en un espacio aproximado de 300 millas (cerca de 480 kilómetros) en una línea que atravesaría Nevada y Phoenix hasta el borde de Tucson (Arizona). Hubo dos eventos distintos involucrados en dicho incidente: una formación triangular de luces que se veía pasar sobre el estado, y una serie de luces fijas en el cielo vistas en el área de Phoenix. La Fuerza Aérea de los Estados Unidos identificó el segundo grupo como bengalas caídas por aviones A-10 Thunderbolt II, que se encontraban de maniobras en el área de la base del Ejército Barry Goldwater Range, ubicada al sudoeste de Arizona.
Fife Symington, quien fuera gobernador de Arizona entre 1991 y 1997, fue uno de los testigos oculares de dicho incidente, sobre el que se refirió tiempo más tarde como algo procedente "de otro mundo".
Se informó que las luces reaparecieron en 2007 y 2008, pero se le atribuyó rápidamente al uso de bengalas militares lanzadas por aviones de combate en la Base Luke de la Fuerza Aérea y bengalas conectadas a globos de helio lanzados por un civil.

## Línea de acontecimientos

### Primeros reportes
Aproximadamente a las 18:55 horas PST (19:55 en MST), un hombre informó haber visto un objeto en forma de V sobre el cielo de Henderson, una ciudad ubicada en el Condado de Clark (Nevada). El mismo sujeto afirmó que tenía el tamaño de un "Boeing 747" y que sonaba como "viento impetuoso", y tenía seis luces en el borde delantero. Recorrió una trayectoria noroeste-sureste.
Se afirma que un exagente de policía no identificado de Paulden (Arizona) fue la siguiente persona que denunció un avistamiento después de salir de su casa alrededor de las 20:15 horas MST. Mientras conducía hacia el norte, supuestamente vio un grupo de luces rojizas o anaranjadas en el cielo, que comprendía cuatro luces juntas y una quinta luz detrás de ellas. Según indicó, cada una de las luces individuales en la formación pareció que consistían en dos fuentes puntuales separadas de luz anaranjada. Regresó a su casa y con unos prismáticos observó las luces hasta que desaparecieron al sur en el horizonte.

### Avistamientos de Prescott
Pocos minutos después, a las 20:17 MST, se informó desde el área de Prescott de nuevos avistamientos de las luces. Las personas que llamaron a la policía afirmaron que se trataba de un objeto de forma sólida y que bloqueaba gran parte del cielo estrellado a su paso.
En Prescott Valley, la familia Kaiser se encontraba en el porche de su domicilio cuando vieron en el cielo un grupo de luces. Estas formaban un patrón triangular, pero parecían todas rojizas, a excepción de la luz guía, o la que se encontraba en el vórtice del mismo, que era blanco. El objeto, u objetos, fueron observados durante 2 o 3 minutos con binoculares. Después desaparecieron del cielo rumbo al sureste. No se pudo determinar la altura a la que se encontraban ni se dejó constancia de si emitían sonido alguno.
El Centro Nacional de Informes OVNI recibió el siguiente informe del área de Prescott:

Mientras hacía astrofotografía, observé cinco luces amarillo-blancas en una formación de "V" que se movía lentamente desde el noroeste, cruzando el cielo hacia el noreste. Luego giraba casi hacia el sur y continuaba hasta perderse de vista. El punto de la "V" estaba en la dirección del movimiento. Las primeras tres luces estaban en una "V" bastante apretada, mientras que dos de las luces estaban más atrás a lo largo de las líneas de las piernas de la formación. Durante el tránsito NO-NE una de las luces traseras se movió hacia arriba y se unió a las tres y luego cayó de nuevo a la posición final. Calculé las tres luces "V" para cubrir aproximadamente 0.5 grados de cielo y todo el grupo de cinco luces para cubrir aproximadamente 1 grado de cielo.

### Primer avistamiento en Phoenix
La familia Ley, formada por Tim y Bobbi, su hijo Hal y su nieto Damien Turnidge, vieron por primera vez las luces cuando se encontraban sobre Prescott Valley. Al principio se les aparecieron como cinco luces distintas y distintas en forma de arco, como si estuvieran en la parte superior de un globo, pero pronto se dieron cuenta de que las luces parecían moverse hacia ellos. Durante los siguientes diez minutos, la distancia entre las luces se incrementó y tomaron la forma de un "V". Pronto, el objeto se posicionó sobre la zona en la que vivían, y se puso a sobrevolar dicho espacio aéreo sin emitir sonido alguno, parecía volar por la calle donde vivían, a unos 100 a 150 pies (30 a 45 metros) por encima de ellos, viajando tan lentamente que parecía flotar. El objeto pareció pasar sobre sus cabezas y atravesó una abertura en V en los picos de la cordillera hacia la montaña de Piestewa Peak y Aeropuerto Internacional de Phoenix-Sky Harbor. Los testigos en Glendale, un suburbio al noroeste de Phoenix, vieron que el objeto pasaba por encima, a una altitud lo suficientemente alta como para oscurecerse por las nubes delgadas, aproximadamente entre las 20:30 y 20:45 horas MST.
Cuando la formación triangular ingresó en Phoenix, Bill Greiner, un conductor que atravesaba la región montañosa al norte de la capital, describió su visión de un segundo grupo de luces: "Nunca seré el mismo. Antes de esto, si alguien me hubiera dicho que vi un ovni, hubiera dicho que sí [...] Ahora tengo una visión completamente nueva". Greiner declaró que las luces se movían sobre el área por más de dos horas.
Otro informe recibido desde Kingman fue emitido por un joven, quien llamaba desde un teléfono público en mitad de la autopista para informar del incidente, alegando que veía un grupo grande y extraño de estrellas que se movía lentamente en el cielo rumbo al norte".

### Reaparición de las luces en 2007
Un segundo episodio de los sucesos de 1997 se registraron casi diez años después de las primeras. El 6 de febrero de 2007, la cadena de televisión Fox News pudo captar unas luces similares a lo que sucedió en Phoenix y alrededores. No obstante, los oficiales militares y la Administración Federal de Aviación rechazaron cualquier contacto con un objeto no identificado, alegando que las luces eran simplemente bengalas lanzadas durante un ejercicio aéreo de aviones F-16 de la Base Aérea Luke.

### Reaparición de las luces en 2008
Apenas un año después, el 21 de abril de 2008, se dio un nuevo caso de las luces sobre Phoenix. En esta ocasión, las luces parecían cambiar de forma cuadrangular a triangular. Un testigo visual informó que poco después de aparecer las luces, se vieron tres aviones dirigirse hacia el oeste, en dirección a las luces. Un funcionario de la Base Luke negó cualquier actividad de sus efectivos ni de la Fuerza Aérea en la zona. Un día después, un residente de Phoenix afirmó a un periódico local que las luces no eran sino un experimento casero que consistía en el lanzamiento de globos de helio adheridos con bengalas, versión que fue confirmada por un helicóptero de la policía.

## Documentación fotográfica
Las imágenes de las luces de Phoenix se dividen en dos categorías: las imágenes de la formación triangular vistas antes de las 22:00 horas MST en Prescott y Dewey, y las imágenes propiamente observadas sobre Phoenix, que fueron las más conocidas y difundidas. Todas las imágenes conocidas se produjeron usando una variedad de cámaras de vídeo y cámaras fotográfica. No se conocen imágenes tomadas por equipos diseñados para análisis científicos, ni tampoco se tomaron imágenes utilizando equipos ópticos de alta potencia o visión nocturna.

### Avistamientos iniciales
Hay pocas imágenes conocidas de las luces en la trayectoria de Prescott y Dewey. La estación de televisión KSAZ informó que un individuo llamado Richard Curtis grabó un video detallado que supuestamente mostraba el contorno de una nave espacial, pero, curiosamente, dicho vídeo ha desaparecido. La única prueba gráfica de este punto es de baja calidad y muestra un grupo de luces apenas visible.

### Avistamientos de Phoenix
Durante el avistamiento en Phoenix, se realizaron numerosas fotografías fijas y cintas de vídeo que mostraban claramente una serie de luces que aparecían en un intervalo regular, permanecían iluminadas durante varios minutos y luego se apagaban. Dichas imágenes fueron emitidas repetidamente por televisión, y difundida en reportajes de canales como Discovery Channel e History Channel.
La secuencia que se ve con más frecuencia muestra lo que parece ser un arco de luces que aparece una a una, y luego se difuminan también una por una. Los defensores de los avistamientos ovni afirman que las imágenes muestran que las luces fueron una especie de "luz de carrera" u otra iluminación y que se estima podría tener de diámetro 1,6 km. Otras secuencias similares tomadas muestran diferentes números de luces en una matriz de "V" o en punta de flecha. Miles de testigos en todo Arizona también informaron de una nave silenciosa, de una milla de ancho en forma de "V" o búmeran con diferentes cantidades de enormes orbes. Un número significativo de testigos informaron que la nave se deslizaba en silencio a baja altura.
El defensor de los ovni Jim Dilettoso afirmó haber realizado un análisis espectral de fotografías e imágenes de vídeo que demostraron que las luces no podrían haber sido producidas por una fuente hecha por el hombre. Dilettoso aseveró haber usado un software llamado Image Pro Plus para determinar la cantidad de rojo, verde y azul en las diversas imágenes fotográficas y de vídeo y construir histogramas de los datos, que luego fueron comparados con varias fotografías conocidas por ser de bengalas. Varias fuentes señalaron, sin embargo, que es imposible determinar la firma espectral de una fuente de luz basada únicamente en dichas imágenes, ya que la película y la electrónica alteran intrínsecamente la firma espectral de una fuente de luz al cambiar el tono en el espectro visible, siendo rechazadas por los expertos en espectroscopia.
Cognitech, un laboratorio de vídeo independiente, realizó un experimento de día sobreponiendo las tomas nocturnas de las supuestas luces en las mismas ubicaciones. Una cadena local, filial de FOX, KSAZ-TV, afirmó haber realizado una prueba similar y demostrar que las luces que se encontraban sobre la Sierra de la Estrella, grabadas de noche, pudieron ser alteradas y, por ende, falsas. La Universidad Estatal de Arizona realizó un tercer análisis utilizando imágenes diurnas superpuestas con diversas tomas de vídeo llegando a la misma conclusión de su falsedad. Tanto el análisis universitario como el de la cadena local fueron rechazados por el periódico Phoenix New Times, que les acusó de no haber realizado dicho análisis, modificando tal descaradamente en un ordenador con el fin de que las imágenes (tanto las nocturnas recogidas por los testigos como las diurnas por los laboratorios) coincidieran en escala y zum.

## Explicaciones
Existe cierta controversia sobre la forma de clasificar los informes en la noche en cuestión. Algunos opinan que la naturaleza diferente de los informes de los testigos oculares indica que fueron varios los objetos voladores no identificados los que se encontraban en el área, cada uno de los cuales podría ser un "evento" por separado. Esta hipótesis ya está descartada por los escépticos como una extrapolación del relato habitual de los testimonios que hablan sobre sus encuentros con ovnis. Los medios de comunicación y los investigadores más escépticos prefirieron dividir los avistamientos en dos clases.

### Primer evento
Durante el primer evento, la formación lumínica en forma de "V" apareció sobre el norte de Arizona y viajó gradualmente hacia el sur en casi toda la extensión del estado, pasando eventualmente al sur de Tucson. Este evento comenzó aproximadamente a las 20:15 horas MST en el área de Prescott, y fue visto al sur de Tucson aproximadamente media hora más tarde. Los defensores de los dos eventos separados proponen que este primer todavía no tiene una explicación demostrable, pero existe cierta evidencia de que las luces eran en realidad aviones.
De acuerdo con un artículo de la reportera Janet Gonzales que apareció en el Phoenix New Times, una cinta de vídeo de la "V" voladora muestra como sus luces se movían independientemente, lo que podían responder a aviones. Alegaba para tal hipótesis que el fenómeno conocido como contornos ilusorios puede hacer que el ojo humano vea líneas o puntos inconexos formando una sola forma. Mitch Stanley, un astrónomo aficionado, observó las luces de gran altitud que volaban en formación utilizando un telescopio Dobson y afirmó que las mismas no podían ser sino aviones. Según Stanley, las luces eran claramente aviones individuales, y así lo defendió en la rueda de prensa que se celebró poco tiempo después en el Ayuntamiento de Phoenix, donde afirmó delante de las cámaras que su visión no era fallida. Otros testimonios allí reunidos rechazaron rotundamente su visión, alegando verlo y grabado, difiriendo de ello.

### Segundo evento
El segundo evento, el del conjunto de nueve luces que parecían flotar sobre la ciudad de Phoenix alrededor de las 10 de la noche, fue el más cubierto por la prensa y con más testimonios recibidos.
La Fuerza Aérea de los Estados Unidos explicó que este suceso eran bengalas de iluminación lanzadas en paracaídas desde aviones Fairchild-Republic A-10 Thunderbolt II, que estaban realizando maniobras militares en la zona de Barry Goldwater, perteneciente a la base Luke. Con esta explicación, las bengalas habrían sido visibles en Phoenix y alrededores y parecerían flotar debido al aumento del calor de las bengalas ardientes, manteniéndose estáticas debido al efecto de los paracaídas, que ralentizaba su descenso. Las mismas parecieron parpadear cuando cayeron detrás de la Sierra de la Estrella.
El piloto de la USAF destinado en Maryland, el teniente coronel Ed Jones, en respuesta a una entrevista en marzo de 2007, confirmó que formó parte de un operativo que realizaba maniobras en Phoenix en aquellas fechas, y que fue uno de los pilotos que lanzó dichas bengalas. El escuadrón al que pertenecía tenía que volar esa misma noche y concluir unas maniobras militares en Barry Goldwater.
Las bengalas militares se pueden ver desde cientos de kilómetros si las condiciones ambientales son las ideales. Las posteriores comparativas, entre luces y bengalas militares, fueron tema de debate en las cadenas televisivas de Phoenix. Un análisis de la luminosidad de las bengalas, que fueron un modelo LUU-2B/B, determinó que la luminosidad de las mismas era de un rango aproximado de 70 millas (100 kilómetros), lo que dejaría a Phoenix como un buen lugar para poder observarlas.

## Respuesta pública
El episodio de las luces de Phoenix apenas fue cubierto por los medios en la noche que sucedió. Sí tuvo una difusión mínima, gracias a los medios locales de la propia ciudad de Phoenix. Meses más tarde, el 18 de junio de 1997, el diario USA Today publicó en portada la noticia, lo que ayudó a una difusión masiva sobre el episodio. Ello provocó un efecto dominó, pues después de este comenzaron a ser noticia y objeto de debate en las cadenas ABC o NBC, por ejemplo. El caso atrapó rápidamente la imaginación popular, convirtiéndose en un elemento básico de la televisión documental relacionada con los ovnis, incluidos los especiales producidos por History Channel y Discovery Channel, a los que antes se ha referido.
Poco después de las luces, el gobernador de Arizona, Fife Symington, celebró una conferencia de prensa en la que, en tono burlesco, afirmó delante de los periodistas haber "descubierto al responsable". La situación se tornó cómica al llevar a uno de sus asistentes al estrado vestido con un traje alienígena y encadenado. Años más tarde, fuera ya del cargo, Symington afirmó haber sido testigo de las luces, aunque en el momento de los hechos no hizo públicas dichas informaciones. En una entrevista con el diario The Daily Courier, Symington, que fue piloto durante la Guerra de Vietnam, reconoció que aquellas luces le sorprendieron y asustaron a partes iguales, alegando que fue algo "enorme e inexplicable [...] Mucha gente lo vio, como yo. Fue dramático". Symington también rechazaría la postura del Ejército estadounidense, al negar que se trataran de bengalas, pues para él "era todo muy simétrico. Tenía un contorno geométrico, una forma constante [...] No fueron llamaradas de bengala a gran altura". Tiempo después de los acontecimientos de 1997, Symington, en calidad de gobernador, se puso en contacto con los militares de la base Luke para preguntarles por las luces. Los miembros del Ejército le respondieron con un breve "sin comentarios".

## Efecto en la cultura popular
- The Phoenix Lights... We Are Not Alone Documentary, documental basado en el libro The Phoenix Lights... A Skeptic's Discovery.[24]
- The Appearance of a Man, película dirigida por Daniel Pace.[25]
- Night Skies, película de terror de 2007 protagonizada por Jason Connery, A. J. Cook y Ashley Peldon.[26]
- Alien Encounter, un thriller de ciencia ficción protagonizado por Ossie Beck, Mackenzie Firgens, Yvette Rachelle, Mark Arnold, Michael LeMelle y Luke Amsde.[27]
- Los olvidados de Phoenix, película de 2017 del género metraje encontrado.[28]